# 潘家嘴墓群
潘家嘴墓群，位于中国甘肃省古浪县，为一个省级文物保护单位，类型为古墓葬。
潘家嘴墓群的历史年代为汉、唐。